# Вознесеновка (Калмыкия)
Вознесеновка — село в Целинном районе Калмыкии, административный центр Вознесеновского сельского муниципального образования. Расположено в 12 км к юго-востоку от города Элиста.
Население — 2371 (2012).
Основано как село Керюльта в 1861 году.

## Название
Село названо по находившейся в селе церкви Вознесения. Первоначально село по балке, в которой находилось, называлось Керюльта (от калм. Кеерүлта - украшение). Калмыки называли село также калм. Оhторhу селән (от калм. Оhторhу - небо, небосвод; гром)

## История
Поселение в балке Керюльта основано в 1861 году переселенцами из Воронежской губернии в рамках указа императора Николая I О заселении дорог на калмыцких землях Астраханской губернии от 30 декабря 1848 года. Переселенцы должны были обслуживать часть Крымского тракта. Основной отраслью хозяйства стало скотоводство.)
В селе действовали деревянная церковь и церковно-приходская школа (с 1896 года). Село входило в Крестовскую волость Черноярского уезда Астраханской губернии, затем отошло к Элистинской волости. Согласно всероссийской переписи 1897 года наличное население села Кюрюльта Элистинской волости Черноярского уезда Астраханской губернии составило 699 человек, постоянное 685. В 1905 году в селе Кюрюльта имелось 109 дворов, проживало 853 жителя. Согласно сведениям, содержащимся в Памятной книжке Астраханской губернии на 1914 год в селе Вознесенском (Кюрюльта) имелось 198 дворов, проживало 652 души мужского и 557 женского пола
В 1922 году в селе была организована сельхозартель «10 лет Октября». В 1930-е колхоз разделили на два хозяйства: колхоз имени Молотова и колхоз «10 лет Октября». В 1935 году местная школа преобразована в семилетнюю. В 1940 году многие вознесеновцы работали на строительстве твердой дороги Элиста — Дивное. На фронт ушли более 674 жителя Вознесеновки, в боях погибли 257 человек. Село освобождала 34-я стрелковая дивизия 28 армии. В августе 1950 года оба хозяйства были объединены в один колхоз «Победа». В 1960 году открылось новое здание школы.
28 апреля 1962 года Вознесеновка стала центром нового Центрального района Калмыцкой АССР.
В марте 1969 года колхоз «Победа» был реорганизован в совхоз «Вознесеновский». В 1999 году образована агрофирма «Вознесеновская»
На месте разрушенной церкви в 2007 году был поставлен православный крест.

## Физико-географическая характеристика
Село расположено в пределах Ергенинской возвышенности, являющейся частью Восточно-Европейской равнины, в долине реки Аршань. Высота центра над уровнем моря — 66 м. Село занимает южный склон балки Аршань, пересечённый балками и оврагами второго порядка. Общий уклон местности с юга на север.
Местные жители делят село на несколько частей: «Святая горянка» — расположена на возвышенности, горе; «Калмыцкая горянка» или «Калмыцкая улица»- тоже находится на возвышенности, имеет такое название из-за того, что население этого места составляют в основном калмыки; «Низянка» — как можно догадаться по названию, расположена ниже «Горянок». Обе «Горянки» — окраины села, «Низянка» — центр и всё остальное. Во всём селе, за исключением двух-трёх домов, стоят одноэтажные дома, есть даже землянки.
По автомобильной дороге расстояние до столицы Калмыкии города Элиста (до центра города) составляет 12 км, до районного центра села Троицкое — 24 км. К селу имеется асфальтированный подъезд от федеральной автодороги Астрахань — Элиста — Ставрополь Р216 (3,5 км).
Согласно классификации климатов Кёппена-Гейгера село находится в зоне семиаридного климата с относительно холодной зимой и жарким летом (индекс Bsk). Среднегодовая норма осадков — всего 330 мм, среднегодовая температура воздуха- 9,9 С. В окрестностях села распространены светлокаштановые почвы различного гранулометрического состава в комплексе с солонцами.
В селе, как и на всей территории Калмыкии, действует московское время.

## Население
Динамика численности населения
| 1897 | 1900 | 1905 | 1914 |
| ---- | ---- | ---- | ---- |
| 699  | 683  | 853  | 1209 |

| 2002 | 2010  | 2012  |
| ---- | ----- | ----- |
| 2396 | ↘2331 | ↗2371 |

### Национальный состав и разговорный язык
Среди населения в основном преобладают русские украинского происхождения, живущие уже много поколений на Российской территории, однако некоторые фамилии таких граждан совпадают с украинскими. Пример — «Клименко». Так же много чисто русских, калмыков, даргинцев и чеченцев. Почти всё население разговаривает на суржике — смеси украинского и русского, небольшая часть — на русском с акцентом, остальные — на калмыцком. Несколько десятков лет назад в вознесеновской средней общеобразовательной школе хотели ввести новый предмет, обучающий местному языку и имевший название «балачка». Позже от этой идеи отказались.
Национальный состав
Согласно результатам переписи 2002 года большинство населения составляли русские (59 %)

## Социальная инфраструктура
В селе находится средняя общеобразовательная школа имени И. В. Гермашева, дом культуры, библиотека, детский сад «Колосок», врачебная амбулатория. 5 мая 2010 г. был торжественно открыт сельский музей в здании школы.

## Религия
Буддизм
Ступа Просветления. Небольшая ступа освящена Шаджин-лама Калмыкии Тэло Тулку Ринпоче вместе с монахами хурула «Золотая обитель Будды Шакьямуни» 30 июня 2012 года.
Русская православная церковь
Молитвенный дом Вознесения Господня

## Известные жители и уроженцы
- Сафошкин, Семен Иванович (1914—2000) — Участник ВОВ.
- Ануфриенко, Василий Никифорович (1900—1958) — Герой Социалистического Труда.
- Гермашев, Иван Васильевич (1914—1979) — Герой Советского Союза.
- Логвиненко, Гордей Андреевич (1916—1962) — Герой Социалистического Труда.